# Jan Prosper Witkiewicz
Jan Prosper Witkiewicz (ur. 24 czerwca 1808 w Poszawszu, zm. 8 maja 1839 w Petersburgu) – polsko-litewski współorganizator stowarzyszenia „Czarni Bracia”, carski wysłannik do Azji Środkowej. Brat Ignacego Witkiewicza, stryj Stanisława Witkiewicza.

## Życiorys
Urodził się w dworku rodziców w Poszawszu na Żmudzi (obecnie Litwa), został ochrzczony 28 czerwca 1808 w parafii kurtowiańskiej. Był synem wicemarszałka powiatu szawelskiego. W 1817 rozpoczął naukę w gimnazjum w Krożach. W 1823, będąc uczniem szóstej klasy, założył wraz z Cyprianem Michałem Janczewskim stowarzyszenie „Czarni Bracia”, którego celem było wywoływanie zamieszek w gimnazjum krożańskim i w innych szkołach i zakładach naukowych na Litwie. Liczono, że w ten sposób zwiększy się liczbę „winowajców” i przez to władze carskie złagodzą karę „promienistym”. „Czarni Bracia” porozsyłali do dyrektora i uczniów gimnazjum, do studentów Uniwersytetu Wileńskiego listy, odezwy treści patriotycznej, w Krożach porozlepiali stosownej treści wiersze, których autorami byli Jan Prosper Witkiewicz, Cyprian Michał Janczewski i Feliks Zielenowicz. Komisja śledcza oddelegowana z Wilna przez senatora Nikołaja Nowosilcowa wykryła „spisek” i związek „Czarnych Braci” w Krożach.
Witkiewicza i Janczewskiego aresztowano i skazano na śmierć. Witkiewiczowi w drodze łaski zamieniono karę na dożywotnią służbę w batalionie liniowym w Orsku, 25 wiorst od Orenburga – bez prawa awansu; odebrano mu także szlachectwo. 8 marca 1824 wywieziono go z Wilna do Moskwy, skąd etapami, zakuty w kajdany szedł przez długie miesiące do miejsca przeznaczenia.
Początek służby polegał na ogłupiającej musztrze, czyszczeniu karabinu i wykonywaniu najcięższych i najbrudniejszych prac. Monotonne życie w garnizonie orskim urozmaicały Witkiewiczowi wypady w stepy kazachskie, w czasie których zaczął uczyć się języków miejscowych plemion, poznawać ich obrzędy, tradycje. Znakomicie opanował perski, arabski, a także paszto (według wspomnień Alojzego Pieślaka, Witkiewicz znał, łącznie z europejskimi, 19 języków). Uczyniło to go przydatnym dla rosyjskich interesów w Azji Środkowej. Witkiewicz zaczął awansować, gdy przypadkowo w 1829 spotkał Aleksandra von Humboldta, który badając góry Uralu, zatrzymał się w drodze do Orenburga w twierdzy Orskiej. Humboldt, odkrywszy talenty Witkiewicza, wstawił się za nim u gubernatora wojskowego w Orenburgu, a następnie po powrocie do Petersburga u cara Mikołaja I. Dzięki temu wstawiennictwu w kwietniu 1832 awansowano Witkiewicza do stopnia podchorążego (portupiej – praporszczik). Po pewnym czasie opuścił Orsk i na stałe zamieszkał w Orenburgu, gdzie w charakterze tłumacza został przydzielony do Komisji Granicznej. 
W 1835 został wysłany z misją dyplomatyczną do Buchary, gdzie zaobserwowano wzmożone działania brytyjskich szpiegów. W Bucharze przypadkiem spotkał dwóch posłańców emira Kabulu Dost Mohammeda. Władca ów zjednoczył większość ziem afgańskich, lecz jego państwu stale zagrażało Imperium Brytyjskie. Prowincję Pendżab podbili wspierani przez Brytyjczyków Sikhowie. Z inspiracji Brytyjczyków powstało też marionetkowe księstwo w Kandaharze. Zdesperowany emir w liście do cara Rosji Mikołaja I prosił: „Zwróć Cesarzu uwagę na obecne położenie państwa afgańskiego i podaruj mu pokój”.
Dzięki Witkiewiczowi posłańcy bezpiecznie dotarli do Petersburga. Tam „Batyr” został przyjęty przez doradzającą carowi Komisję Azjatycką. Jej członkowie zgodzili się z argumentami Polaka, że opanowanie Afganistanu przez Brytyjczyków może oznaczać, iż ich imperium zdominuje całą Azję Środkową. Rosja nie miała technicznych środków, żeby przerzucić tam większy kontyngent wojsk. Mimo to Komisja Azjatycka postanowiła pokrzyżować plany Londynu i w 1837 wysłała Witkiewicza do Afganistanu. Z powierzonej mu misji, jako agent carski w Afganistanie Iwan Witkiewicz, wywiązał się doskonale, odniósł oszałamiający sukces w pojedynku dyplomatycznym z agentem brytyjskim, porucznikiem Alexandrem Burnesem. Wiosną 1839 Witkiewicz wrócił do Petersburga by zdać relację w MSZ.
W Petersburgu od 1 maja czekał w hotelu „Paryż” na audiencję u ministra spraw zagranicznych Nesselrodego. 8 maja 1839 znaleziono go we własnym mieszkaniu, zastrzelonego. Miał niespełna 31 lat. Według wersji oficjalnej, tj. rządu carskiego, Jan Prosper Witkiewicz zginął śmiercią samobójczą. Według wersji niektórych badaczy rosyjskich, mógł go uśmiercić wywiad brytyjski. Według wersji rodzinnej – został zamordowany przez carską tajną policję „bo za dużo wiedział”. W polskim przekazie Jan Prosper Witkiewicz znany jest jako „Wallenrod”, który prowadził podwójną grę polityczną, polegającą na sprowokowaniu wybuchu wojny między Rosją i Wielką Brytanią .

## W kulturze

### W literaturze
Postać i losy Jana Prospera Witkiewicza zainspirowały wielu rosyjskich pisarzy. Julian Siemionow osnuł na jego życiu swoją wczesną powieść Diplomaticzeskij agent (Agent dyplomatyczny; 1958). Michaił Gus uczynił go bohaterem swojej powieści Duel w Kabulie (Pojedynek w Kabulu). Walentin Pikul wybrał go na bohatera swojej historycznej miniatury literackiej Opasnaja doroga w Kabul (Niebezpieczna droga do Kabulu). Jan Prosper Witkiewicz był pierwowzorem głównego bohatera powieści Wallenrod pióra Andrzeja Brauna. Postać Witkiewicza jest także jedną z kluczowych w powieści Elżbiety Cherezińskiej Turniej Cieni (Zysk, 2015).

### W filmie
Witkiewicz posłużył jako prototyp głównego bohatera filmu uzbeckiego reżysera Latifa Fajzijewa Służba otieczestwu (Służba dla ojczyzny) z 1981. Na jego losach wzorowane są przygody rosyjskiego oficera porucznika Aleksieja Nałymowa.